# Dekanat Rzepedź
Dekanat Rzepedź – jeden z 41 dekanatów katolickich wchodzących w skład archidiecezji przemyskiej, w którego skład wchodzi 7 parafii. Dekanat w archiprezbiteriacie sanockim.
Dekanat został utworzony w 1987 roku, dekretem bpa Ignacego Tokarczuka.

## Parafie
- Czaszyn – Parafia Podwyższenia Krzyża Świętego
- Komańcza – Parafia św. Józefa
  - Radoszyce – kościół filialny pw. Matki Bożej Wspomożycielki Wiernych
  - Dołżyca – kościół filialny pw. bł. Edmunda Bojanowskiego
- Łukowe – Parafia Najświętszej Maryi Panny Królowej Polski
  - Średnie Wielkie – kościół filialny pw. Matki Bożej Różańcowej
- Nowy Łupków – Parafia Świętych Apostołów Piotra i Pawła
  - Smolnik – kościół filialny pw. św. Mikołaja
  - Wola Michowa – kościół filialny pw. Matki Bożej Częstochowskiej
- Rzepedź – Parafia św. Maksymiliana Marii Kolbego
  - Kulaszne – kościół filialny pw. Matki Bożej Nieustającej Pomocy
- Tarnawa Górna – Parafia św. Wojciecha
  - Olchowa – kościół filialny pw. Najświętszej Maryi Panny Matki Kościoła
- Wisłok Wielki – Parafia św. Onufrego
  - Czystogarb – kościół filialny pw. Dobrego Pasterza
  - Moszczaniec – kościół filialny pw. Miłosierdzia Bożego

## Przełożeni
- Dziekan:         ks. Piotr Sobczyk
- Wicedziekan:
- Ojciec duchowny: ks. Jacek Czerkas

Dekanalni duszpasterze
- Rodzin:              ks. Wojciech Miś        - Wisłok Wielki
- Młodzieży:           ks. Janusz Wilusz       - Dom Rekolekcyjny Rzepedź
- Służby liturgicznej: ks. Krzysztof Żołyniak  - Tarnawa Górna
- Trzeźwości:          ks. Zbigniew Łuc        - Tarnawa Górna
- Misji:               ks. Marek Figura        - Czaszyn